# Clinostigma savoryanum
Clinostigma savoryanum är en enhjärtbladig växtart som först beskrevs av Alfred Rehder och Ernest Henry Wilson, och fick sitt nu gällande namn av Harold Emery Moore och Francis Raymond Fosberg. Clinostigma savoryanum ingår i släktet Clinostigma och familjen Arecaceae.
Artens utbredningsområde är Ogasawara-shoto. Inga underarter finns listade i Catalogue of Life.